# 几度夕阳红
《幾度夕陽紅》是琼瑶寫的长篇言情小说，於1964年8月30日完稿，先后被改编成多部电影、电视剧。

## 情節
本小說有兩條故事主線，分別是發生於『1960年代的台北』與『抗戰時期的重慶沙坪壩』（倒敘）。
- 第一部是女主角李夢竹的中年時期，她的女兒楊曉彤與魏如峰相戀，魏如峰是男主角何慕天的外甥，他在何慕天開設的公司任職，此後即是一連串的舊恨新愁的交織。
- 第二部是李夢竹的青少女時期，她與來自昆明的大學生何慕天相戀，卻因母親的反對而發生許多扣人心弦的故事。最後，李夢竹嫁給了何慕天的好友楊明遠，兩人播遷至臺灣後，定居於台北。
- 尾聲：楊曉彤與魏如峰有情人終成眷屬、李夢竹仍留在楊明遠的身邊，而何慕天則隱居山上從此不問世事。

## 電影
1966年，《幾度夕陽紅》上下集先後推出公映（上集幾度夕陽紅，片長113分鐘；下集幾度夕陽紅大結局，片長約為85分鐘），由國聯影業出品、姚鳳磐編劇、李翰祥策劃，楊甦執導。江青因本片於1967年榮獲第5屆金馬獎最佳女主角。

### 演員
| 角色         | 演員   |
| 何慕天       | 楊群   |
| 李夢竹       | 江青   |
| 楊明遠       | 劉維斌 |
| 何霜霜       | 甄珍   |
| 魏如峰       | 金石   |
| 李夢竹的母親 | 劉引商 |
| 李夢竹的奶媽 | 陶述   |
| 楊曉白       | 秦沛   |
| 楊曉彤       | 汪玲   |
| 顧德美       | 鈕方雨 |

楊明遠母親陳文志敏

### 外部連結
- 開眼電影網上《几度夕阳红》的資料（繁體中文）
- 香港影庫上《幾度夕陽紅》的資料（繁體中文）
- 香港影庫上《幾度夕陽紅大結局》的資料（繁體中文）
- 时光网上《幾度夕陽紅》的資料（简体中文）
- 时光网上《幾度夕陽紅大結局》的資料（简体中文）
- 豆瓣电影上《幾度夕陽紅》的資料 （简体中文）
- 豆瓣电影上《幾度夕陽紅大結局》的資料 （简体中文）
- 互联网电影数据库（IMDb）上《幾度夕陽紅》的资料（英文）
- 互联网电影数据库（IMDb）上《幾度夕陽紅大結局》的资料（英文）

## 電視劇

### 台湾版
1986年，台湾華視以小說為基礎拍攝了電視劇，平鑫濤製作，劉立立導演，共30集，是本作首次翻拍成電視劇。播出之後引起巨大反響，秦漢再次創造事業巔峯，劉雪華從此被台灣觀眾所熟知，其中勾峰在1987年金鐘獎更獲得最佳男演員獎。瓊瑤也自此開始了多部小說的電視劇拍攝與製作。
| 角色   | 演員   |
| 何慕天 | 秦漢   |
| 李夢竹 | 劉雪華 |
| 楊明遠 | 勾峰   |
| 何霜霜 | 顏寧   |
| 魏如峰 | 李天柱 |
| 楊曉白 | 李國超 |
| 楊曉彤 | 趙永馨 |
| 顧德美 | 鄭文珠 |
| 顧德中 | 沈怡   |
| 顧德民 | 彭利章 |
| 杜妮   | 趙玲伶 |
| 凌萍   | 楊安立 |
| 王孝城 | 楊懷民 |
| 何父   | 儀銘   |
| 何母   | 王慕光 |
| 李母   | 高幸枝 |
| 奶媽   | 王滿嬌 |
| 朱蘊文 | 周瑞舫 |
| 羅文   | 張順興 |
| 蕭燕   | 馬維焄 |
| 許鶴玲 | 林久愉 |

### 大陆版
1989年，中国大陆版的《几度夕阳红》也在荧屏上映，导演是杨延晋，共五集，由张伟欣、王诗槐、陈红主演。

#### 演员列表
| 角色   | 演員   | 配音   |
| 李梦竹 | 张伟欣 | 丁建华 |
| 何慕天 | 王诗槐 | 乔榛   |
| 杨明远 | 李学通 | 严崇德 |
| 魏如峰 | 王伟平 | 任伟   |
| 何霜霜 | 张琪   | 金霖   |
| 杨晓彤 | 陈红   | 梅梅   |
| 杨晓白 | 李圣骏 | 刘小庆 |
| 王孝成 | 王国京 | 程玉珠 |
| 梦竹母 | 郑毓芝 | 朱莎   |
| 蕴文   | 于慧   | 张欢   |
| 奶妈   | 王静安 | 张惠萍 |